# Paul Weidner (Architekt, 1843)
Bernhard Paul Weidner (* 11. Februar 1843 in Dresden; † 30. April 1899 in Weißer Hirsch) war ein deutscher Architekt.

## Leben und Werk

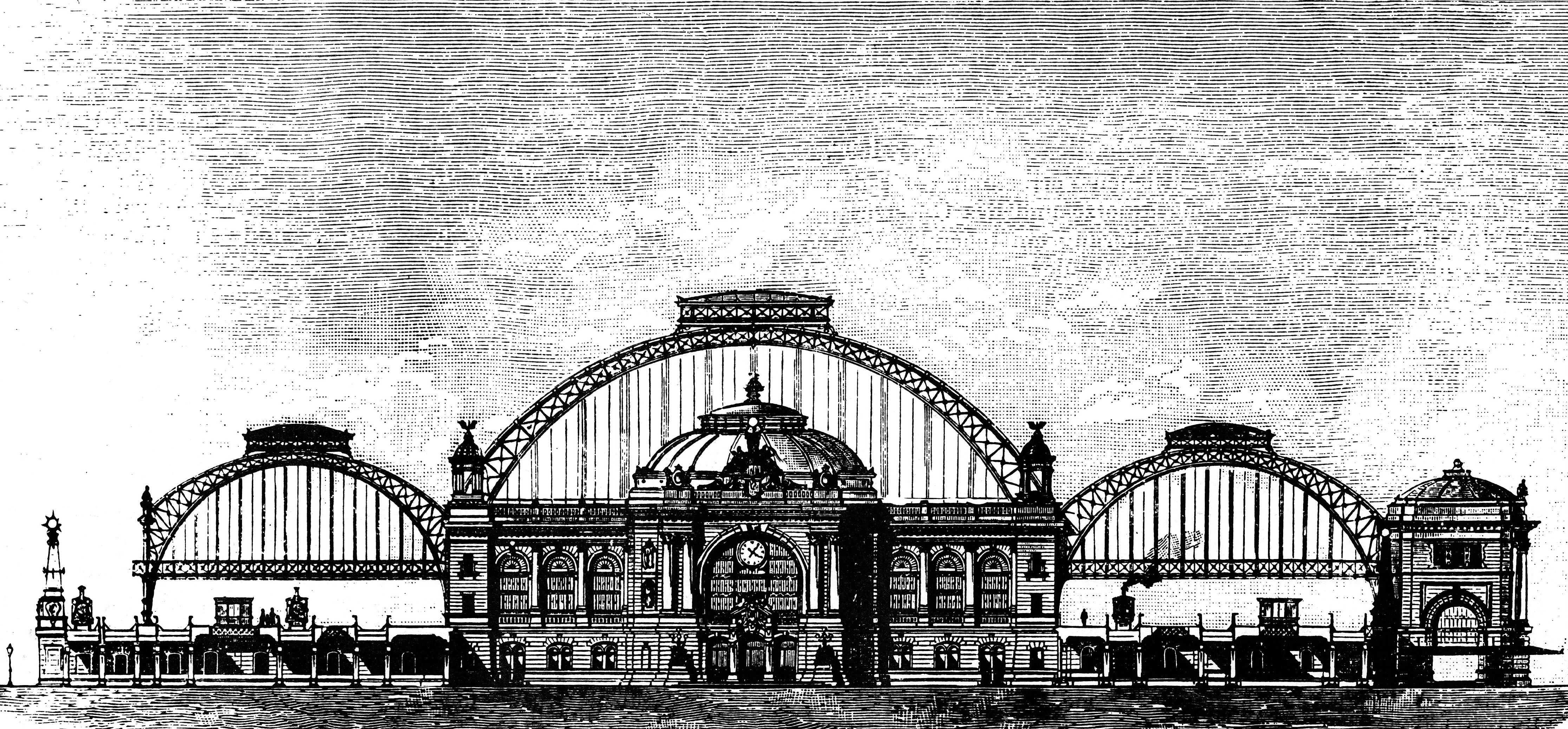
Wettbewerbsentwurf für den Dresdner Hauptbahnhof, 1892

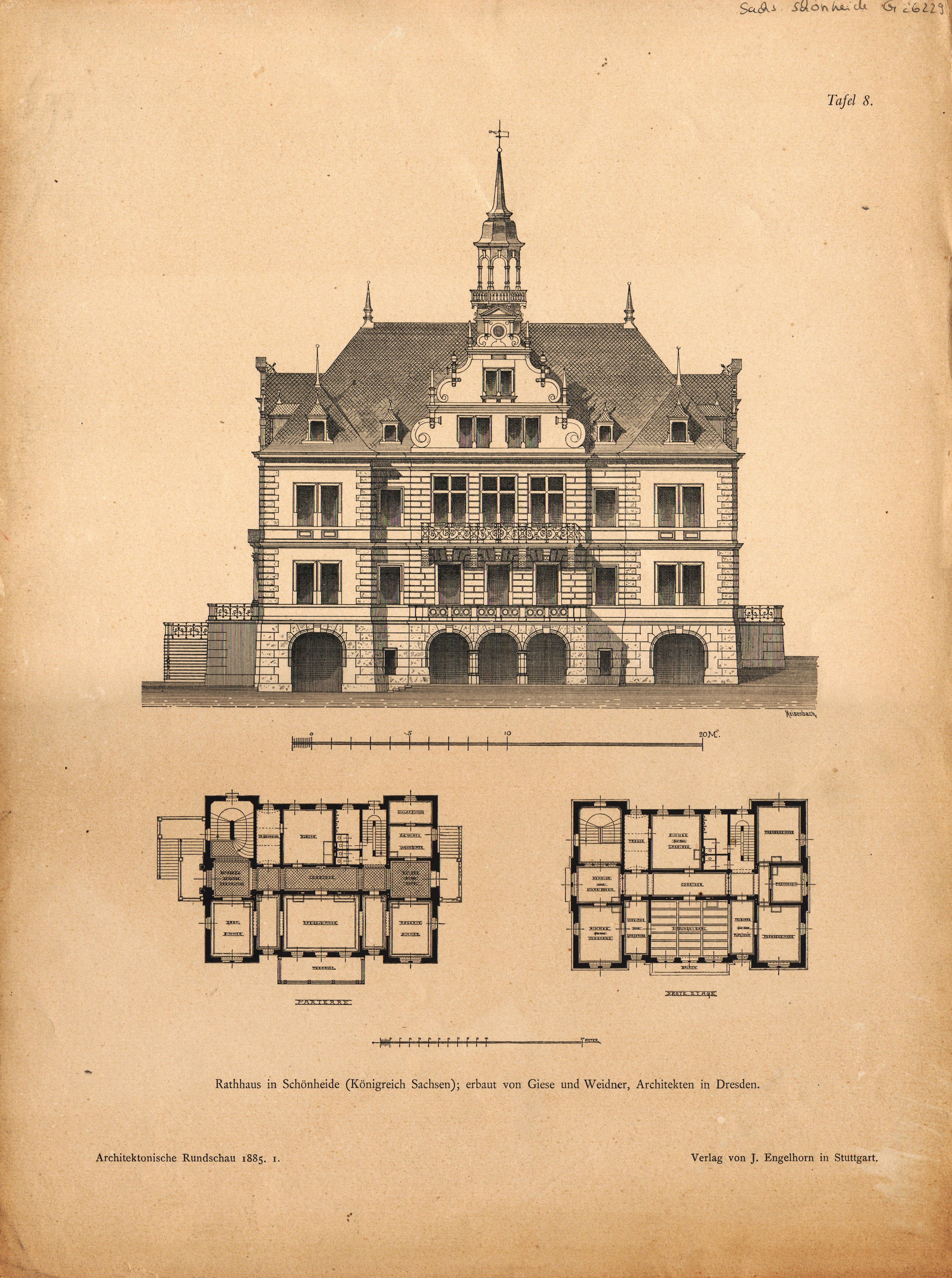
Im Stil der Neorenaissance entstand 1882 das Rathaus Schönheide.

Weidner studierte Architektur bei Hermann Nicolai am Bauatelier der Dresdner Kunstakademie. Als Semper-Nicolai-Schule führte diese Bildungseinrichtung ihre Adepten insbesondere an den Historismus der Neorenaissance heran. 1863 erhielt er ein Ehrenzeugnis, 1866 die Kleine Goldene Medaille der Kunstakademie, 1867 ein Reisestipendium für zwei Jahre. In Dresden ansässig unternahm Weidner 1870 eine Reise nach Italien.
1874 verband er sich mit Ernst Giese zum Architekturbüro Giese & Weidner, das bis 1892 bestand. 1875 gewannen sie den Architektenwettbewerb für die Kunsthalle Düsseldorf. Es folgten weitere Wettbewerbserfolge und Aufträge. Besonders prestigeträchtig war der 1882 mit einem 3. Preis prämierte Wettbewerbsentwurf für das Reichstagsgebäude in Berlin. 1882 konnte der Neubau des Rathauses im erzgebirgischen Schönheide verwirklicht werden, ein Gebäude im Stil der Neorenaissance. 1883 bekamen sie den Auftrag zum Bau der Dresdner Martin-Luther-Kirche. 1892 wurde ihr Wettbewerbsentwurf für den Dresdner Hauptbahnhof mit einem von zwei 1. Preisen ausgezeichnet und zur Ausführung bestimmt. Nach der kurz darauf erfolgten Trennung von seinem Partner Giese, dessen Architekturbüro fortan unter Giese & Sohn firmierte, war Weidner mit der Bauausführung des Hauptbahnhofs beschäftigt, konnte aber ansonsten nicht an die früheren Erfolge anknüpfen. Er trug zuletzt den Titel eines (königlich sächsischen) Baurats – da eine Tätigkeit Weidners als staatlicher Baubeamter nicht belegbar ist, scheint es sich um einen Ehrentitel zu handeln.